# シー・ホーク
『シー・ホーク』（The Sea Hawk）は、1940年のアメリカ映画。

## 概要
ラファエル・サバチニが1915年に発表した小説 "The Sea Hawk"（邦題：海の鷹、海鷹）は1924年に映画化されていたが、活劇スターとして人気を博したエロール・フリンを主演に、彼の過去のヒット作の要素を取り入れつつ再映画化が企図された。
フリンの相手役にはオリヴィア・デ・ハヴィランドが知られ、多数の作品でペアを組んでいたが、この当時、彼女は従来のイメージからの脱却を希望しており、本作には出演しなかった。デ・ハヴィランドは同時期の『風と共に去りぬ』で重厚な演技を披露し、新境地を開いていた。
映画終盤で、イングランドがスペインへの抵抗を決意し「イングランド万歳」「女王万歳」の歓呼が起こる。映画公開当時は第二次世界大戦が勃発した後、スペインは中立ながら枢軸国側を支援しており、またイギリスがナチス・ドイツのフランス侵攻を受けて苦戦していた世相が反映されている。映画公開直後にバトル・オブ・ブリテンが始まった。

## あらすじ

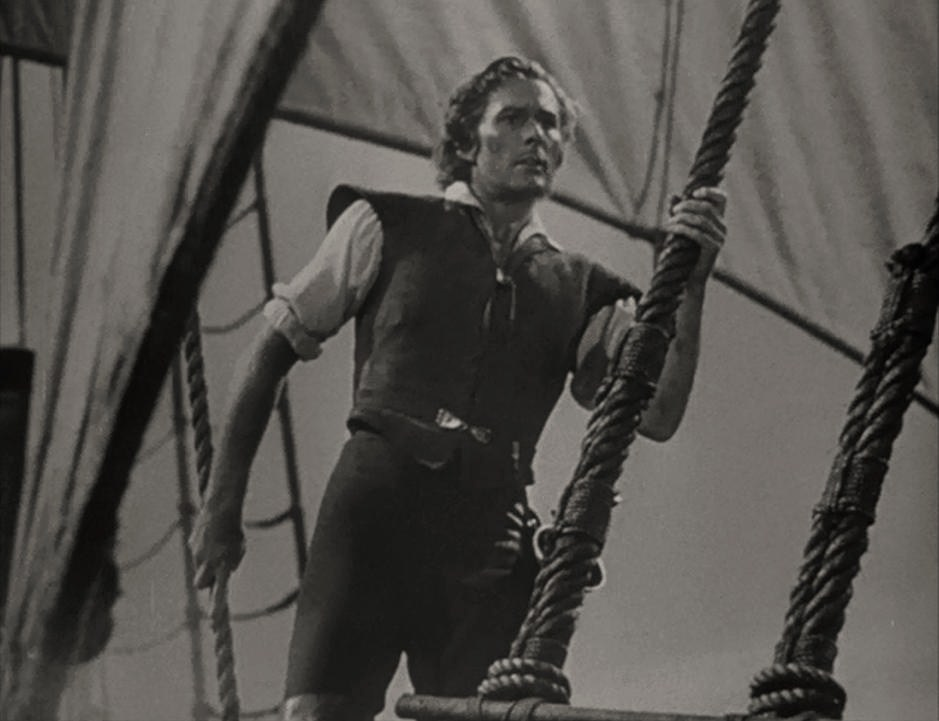
海賊ジェフリー

1585年のスペイン、国王フェリペ2世は世界征服を目論んでいたが、その大きな障壁は私掠船（海賊）を黙認し続けるイングランドだった。国王はある計略を秘めて、ドン・アルバレスを駐英大使として送り込もうとする。
スペイン王家の紋章を掲げたガレー船には、ドン・アルバレスと姪のマリアが乗船した。そこにイングランド旗を掲げた海賊船アルバトロス号が現れる。船長のジェフリー・ソープ以下、海賊たちは砲撃戦の末、士気高くガレー船に乗り込むと、あっという間に降伏させる。ジェフリーは、手際よく宝物を奪い、漕ぎ手の奴隷たちを解放し、さらに沈みゆくスペイン船から全員をアルバトロス号に移動させる。マリアは「泥棒」に強く反発するが、やがて彼女の宝石が返却されているのを見つけ、ジェフリーに対する感情を改める。
イングランドでは、エリザベス1世女王は海軍の設置に強く反対していた。ドン・アルバレスはマリアを伴って女王に謁見すると、先の略奪の苦情を申し出る。女王は「シー・ホーク」こと私掠船の船長たちを招集する。そこに遅れてジェフリーが現れ、ガレー船にイングランド人奴隷がいたことを理由に、正当性を主張する。女王は今後、スペイン船を略奪した場合は絞首刑であると宣言し、外交問題を丸く収めたかに見えた。
その直後、女王は私室に招いたジェフリーと親しげに会話し、捧げられた財宝に満足する。ジェフリーは艦隊の編成を進言するが、女王はうんざりする。そこでジェフリーは新大陸からスペインへの輸送路を絶つ必要性を説明し、女王の先ほどの宣言と矛盾しないよう、陸上からパナマ地峡でスペイン側を襲撃することを提案する。女王は表立って支持しないものの、ジェフリーの安全を祈った。
その帰り、庭園でジェフリーとマリアは再会する。マリアは自分の態度を詫び、ジェフリーも彼女を「薔薇のレディ」と呼ぶのだった。
一方、親スペイン派のウルフィンガム卿とドン・アルバレスは海図職人の元を訪れ、アルバトロス号の動向を察知し、先手を打つ。そのことを知ったマリアは、馬車でドーバーへ急行するが、すでに船は出帆した後だった。ジェフリーとマリアは港でお互いを想い合う。
ジェフリー達はパナマでスペイン軍を襲撃し、あっけなく捕縛したのも束の間、猛烈な反撃を受け散りじりになる。酷暑の中、かろうじてアルバトロス号に戻ると、すでにスペイン軍に制圧され、ジェフリーは逮捕される。過去の掠奪も含めた裁判の末、ジェフリーは終身刑を受け、ガレー船の漕ぎ手として奴隷となる。
マリアは女王の傍らで、愛しい男を想って歌うが、ジェフリー拘束の知らせを聞いて卒倒する。ドン・アルバレスは、女王の黙認を激しく糾弾し、「シー・ホーク」を拘束しなければ開戦すると通告する。女王は余裕ある態度とは裏腹に、重臣との会議の末、船長たちを逮捕させ、船を拘留した。

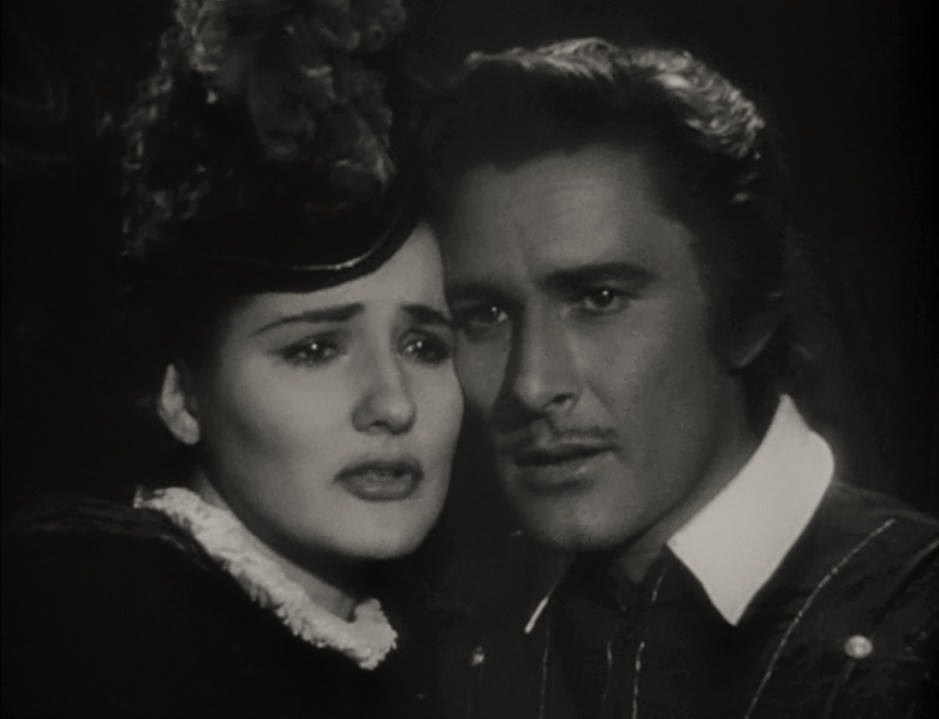
再会したジェフリーとマリア

ジェフリーはコルドバで、ガレー船にいた。新入りのイングランド人奴隷から、スペインは無敵艦隊（アルマダ）の編成を終え出撃目前であり、この船も機密書類を運ぶ途上であると情報を得る。そこでジェフリーは監視人から武器を奪って脱獄すると、手下たちとともにあっという間に船を乗っ取り、意気揚々とドーバーへ帰還する。一方のドン・アルバレスはドーバーからスペインへ戻り、マリアはイングランド残留を決意していた。ひとり馬車に乗るマリアの下に、ジェフリーが現れ、二人は愛を告白しあう。ジェフリーはスペイン側の追っ手を撒きつつ王宮に忍び込み、女王のもとを目指す。ウルフィンガム卿が立ちはだかり、激しい決闘の末、ついに裏切り者を倒す。マリアの手引きで現れた女王に、機密書類を手渡し、ウルフィンガム卿の裏切りとスペイン侵攻を公にする。
しばらく後、ジェフリーはナイトに叙される。そして女王は、スペインへの抗戦を呼びかける演説を行い、海軍創設を高らかに宣言するのだった。

## キャスト
※括弧内は日本語吹替（テレビ版）
- ジェフリー・ソープ - エロール・フリン（森川公也）
- ドニャ・マリア - ブレンダ・マーシャル（沢田敏子）
- ドン・ホセ・アルバレス・デ・コルドバ - クロード・レインズ（宮川洋一）
- サー・ジョン・バーレソン - ドナルド・クリスプ
- エリザベス1世 - フローラ・ロブソン
- ウルフィンガム卿 - ヘンリー・ダニエル